# サンドリーヌ (小惑星)
サンドリーヌ (1711 Sandrine) は、小惑星帯の小惑星。ウジェーヌ・デルポルトがウックルのベルギー王立天文台で発見した。
G・ローランという天文学者の又姪に因んで名付けられた。